# Hostal de l'Avellaneda
L'Hostal de l'Avellaneda és una obra de Girona inclosa a l'Inventari del Patrimoni Arquitectònic de Catalunya.

## Descripció
És una masia de planta basilical ampliada pel costat dret. L'edifici presenta una façana arrebossada i a les cantonades trobem una cadena cantonera. Es compon per una planta baixa, un primer pis i golfes. Les seves obertures són amb llinda i brancals de pedra picada.